# Allershausen (Uslar)
Allershausen ist ein Dorf im südniedersächsischen Landkreis Northeim und ein Ortsteil der Stadt Uslar mit 569 Einwohnern.

## Geographische Lage

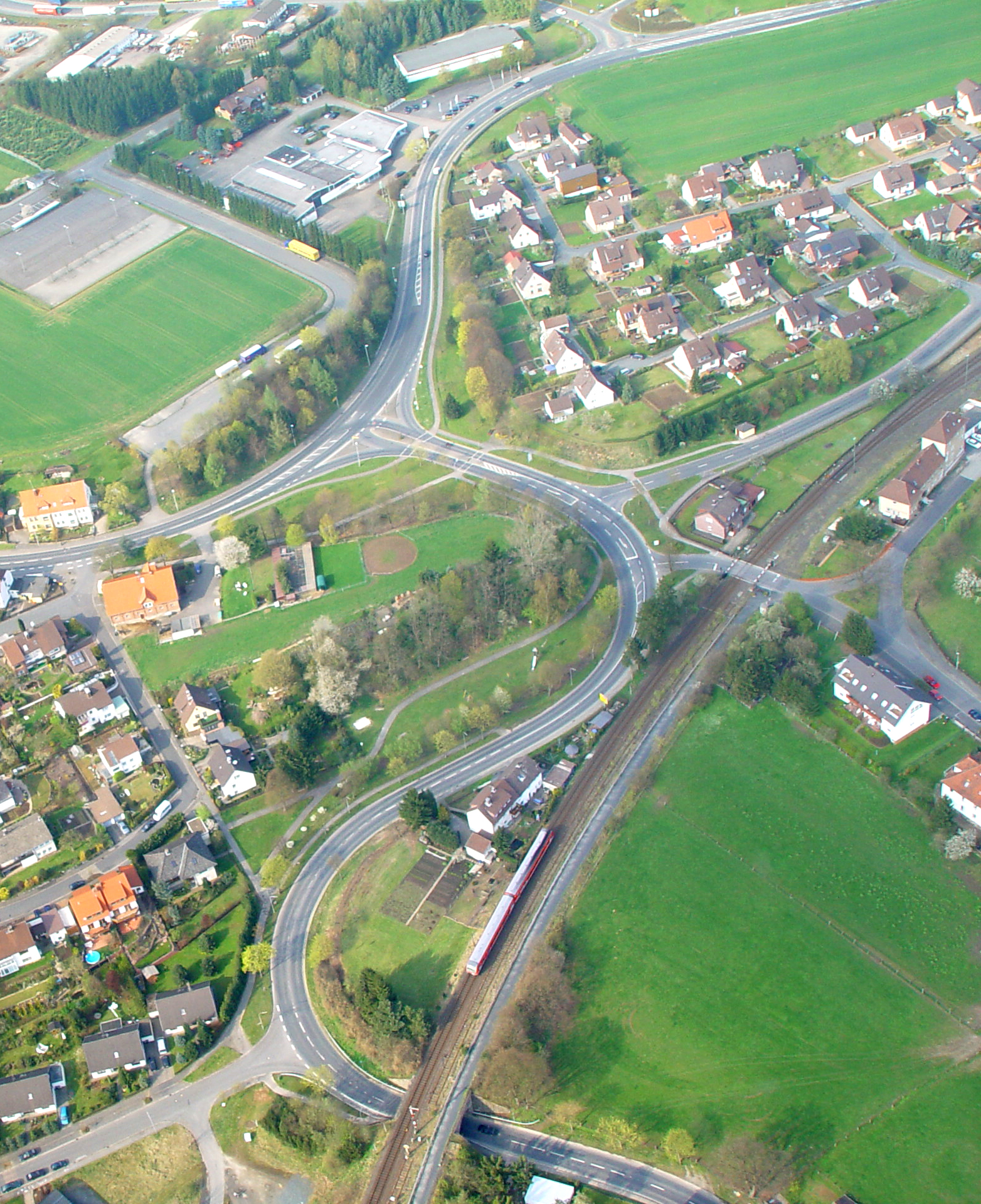
Die B 241, L 554 (nach Göttingen), die Sollingbahn und daneben die ehemalige Bahnstrecke Uslar–Schönhagen (Han). Sie wurde zu einem Fußweg ausgebaut, der von Allershausen durch das Eichholz direkt in die Uslarer Innenstadt führt.

Allershausen liegt an den Südausläufern des Sollings oberhalb des etwas südöstlich fließenden Rehbachs auf etwa 175 m ü. NN. Das Dorf befindet sich etwa 1 km südöstlich der Kernstadt von Uslar, und die Ortsgrenzen sind fließend. Die Kreisstadt Northeim liegt 24 km nordöstlich, Göttingen 22 km südöstlich und die niedersächsische Landeshauptstadt Hannover 80 km nördlich (jeweils Luftlinie).

## Name
In einem Buch über die Geschichte des Dorfs Allershausen wird erwähnt, dass die älteste Form seines Namens Algereshus oder Aliereshus heißt. Die entsprechenden Urkunden werden jedoch in neuerer Literatur Allersheim zugeschrieben, dessen Name erst im 17. Jahrhundert mit der Endung „-heim“ geschrieben wurde. Die Schreibungen des Ortsnamens im 14. Jahrhundert, die sich auch nach neuerer Forschung auf Allershausen beziehen, lauten Allerdeshusen und Alhardeshusen. Sie lassen als Bestimmungswort den Personennamen Adalhard annehmen.

## Geschichte
Nach den Traditiones Corbeienses des Klosters Corvey wird der Name "Algereshus" bereits um 900 nach Christus erwähnt. Diese Urkunden der Corveyer Traditionen werden in neuerer Forschung allerdings nicht Allershausen, sondern Allersheim bei Holzminden zugeordnet. Demnach wäre die erste schriftliche Erwähnung in den Lehnbüchern der Herzöge von Braunschweig aus dem Jahr 1318 zu finden.
Laut der Aufzeichnungen des Klosters Corvey soll die heutige, gegen Ende des 18. Jahrhunderts gebaute, Dorfkapelle einen um mehrere Jahrhunderte älteren Vorgängerbau gehabt haben.
Etwa fünfeinhalb Jahre vor der Eingemeindung der übrigen 17 Ortsteile im Zuge der Gebietsreform 1974, am 1. Juli 1968, erfolgte die Eingemeindung von Allershausen in die Stadt Uslar.
Seit dem 1. November 2001 ist das Dorf wieder ein eigenständiger Ortsteil der Einheitsgemeinde Uslar.

## Ortsrat
Allershausen hat einen siebenköpfigen Ortsrat, der seit der Kommunalwahl 2021 ausschließlich von Mitgliedern der Wählergruppe "Zukunft für Allershausen" besetzt ist. Die Wahlbeteiligung lag bei 64,57 Prozent.

## Verkehr

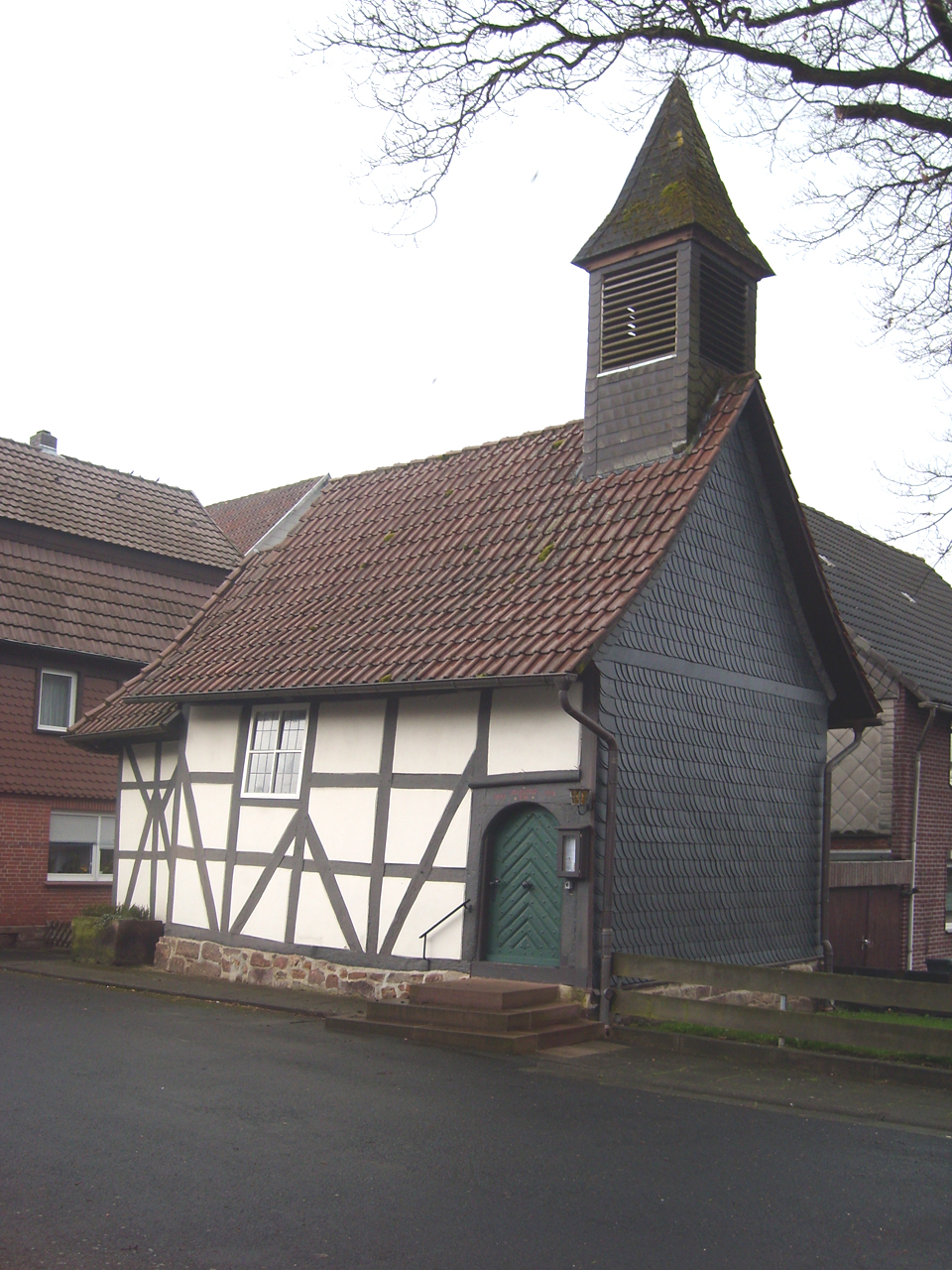
Kapelle in Allershausen.

- Straße: Durch Allershausen verlaufen einige überregionale Straßen wie die Bundesstraße B241 von Beverungen nach Northeim sowie Landesstraßen nach Göttingen und weiteren umliegenden Städten. Die nächsten Autobahnanschlussstellen befinden sich an der A7 in Northeim, Nörten-Hardenberg und Göttingen.
- Schiene: In Allershausen befindet sich der Bahnhof der Stadt Uslar an der Sollingbahn, der von Ottbergen nach Northeim führenden Kursbuchstrecke 356. Göttingen ist der nächste Bahnhof, in dem sowohl IC- als auch ICE-Züge halten.
- Busverkehr: Mehrere Buslinien verbinden Allershausen mit der Kernstadt sowie den umliegenden Orten und Städten.
- Luftverkehr: Die nächsten bedeutenden Flughäfen sind bei Hannover und Paderborn.

## Sehenswürdigkeiten
Die Dorfkapelle, deren Gemeinde zum Kirchspiel Uslar im Kirchenkreis Leine-Solling gehört, wurde 1771 erbaut und 1998 renoviert.